# Robert Pittenger
Robert Pittenger (Dallas, 15 agosto 1948) è un politico statunitense, membro della Camera dei Rappresentanti per lo stato della Carolina del Nord dal 2013 al 2019.

## Biografia
Nato e cresciuto in Texas, Pittenger studiò all'Università del Texas a Austin e successivamente si trasferì per lavoro nella Carolina del Nord.
Entrato in politica con il Partito Repubblicano, nel 2003 venne eletto all'interno della legislatura statale della Carolina del Nord, dove rimase per cinque anni.
Nel 2008 ottenne la nomination repubblicana per la carica di vicegovernatore della Carolina del Nord, ma perse le elezioni contro il candidato democratico.
Nel 2012 Pittenger decise di candidarsi alla Camera dei Rappresentanti per il seggio lasciato dalla deputata repubblicana Sue Wilkins Myrick e riuscì ad essere eletto, per poi essere riconfermato nelle successive elezioni.